# Фенг
Петко Красимиров Иванов, по-известен със сценичното си име Фенг (латиница: Fang), e български рап изпълнител, композитор, микс инженер и музикален продуцент.
Основател е на музикалната компания Hood'G'Fam Entertainment, под чиято шапка са изпълнители като Худини, Добри Момчета, Криминал, Mirela Maude, Gravy и други. 

## Биография и музикална кариера
Фенг е роден в Карнобат на 30 юли 1982 г. Живее там до завършване на основното си образование. През 1997 година се мести в Бургас, където учи в Английската гимназия.
Там среща Константин Белев (Korky B), с когото сформират групата Hood G и 2 години по-късно пускат първия си ъндърграунд албум „Lost Dayz“. През 2001 г. Korky B напуска групата, а Фенг започва дългогодишна колаборация с рап изпълнителя Недко Динков – Нърд. Те създават групата Гето Глутница заедно с други 2 рапъри – Gravy и Busty.  Първият им студиен проект е песента „Тук-тук“, която е издадена от бургаската музикална компания „Стефкос Мюзик“ през 2001 г. и е включена в нейната компилация „Родени за хип-хоп“.
Следващите 3 години Фенг прекарва в Германия като студент в Трирския университет. През 2004 г. се завръща в България и заедно с Нърд създават рап дуото „Pants-Off“ и на 1 октомври същата година издават албума „За к'вото и да е...“, който включва сингъла „Тук-тук“ и гост участията на Gravy, Busty, Hang, DJ Hypnotiq, DJ Kids, Hoodini и $$. През следващите 2 години Фенг и Нърд пишат песни за други изпълнители и продуцират компилацията „Da Dreamteam Play-offs: Season 1“.
През 2007 година Фенг създава музикалната компания Hood'G'Fam Entertainment, като първите изпълнители на компанията са Hoodini, Добри Момчета, Gravy, Fang и Nird.
Първият проект за Фенг като солов изпълнител е песента „Паля, дърпам, пуша“ с участието на Hoodini, Добри Момчета и Gravy. Песента е издадена на 28 септември 2008 г. като EP с още три песни. През 2009 г. Фенг пуска и ремикс на „Паля, дърпам, пуша“ с участието на Big Sha и Ke$ho.
През следващите 4 години композира и продуцира песни и албуми за други изпълнители, сред които „Thriller“, „II Причастие“ и „Той е“ на Hoodini, „Port of Burgas“ на Добри Момчета, „Спуснати завеси (Fang Ремикс)“ на Лора Караджова и 100 Кила. През лятото на 2012 г. излиза песента му „До края на нощта“, а малко по-късно и „Искаш рап“. В началото на 2013 г. илиза микстейпа му „Fang & The Gang“ с участие на Добри Момчета, Hoodini, Fed Da Vet, DJ Pheel, DJ Padre, M.W.P., F.O., Young BB Young, 42, Jay, Gravy, Stambeto, Cannibal Gang, Nird, Thugga, Talkbox PeeWee и Белия.
През 2014 г. илиза песента на Рафи и Hoodini „Нали така“, на която Фенг е автор и музикален продуцент.
На 2 декември 2015 г. излиза първият му солов албум „Зеленият път“, номиниран за най-добър албум за 2015 от 359 Hip Hop Awards.
Пилотен сингъл към него е песента „П.П.П. (Бармане, налей)“, последвана от „Smoke a Thang“. В „Зеленият път“ взимат участие и 100 Кила, Худини, Yavi Ve, Добри Момчета, F.O., Jay, Andre и други.
Преподава история и цивилизации в СУ "Иван Вазов", Бургас, до 2023-та година. Понастоящем преподава предмета в ППМГ "Акад. Н. Обрешков".

## Дискография

### Сингли
Списък с имента на синглите, годината на издаване, музикалният издател и албума, в който са включени.
| Песен/Сингъл                                                       | Година | Лейбъл            | Албум                   |
| ------------------------------------------------------------------ | ------ | ----------------- | ----------------------- |
| „Паля, дърпам, пуша“ с участието на Hoodini, Добри Момчета & Gravy | 2008   | HGF Entertainment | Паля, дърпам, пуша (EP) |
| „До края на нощта“                                                 | 2012   | HGF Entertainment |                         |
| „Искаш рап“                                                        | 2012   | HGF Entertainment |                         |
| „П.П.П. (Бармане налей)“                                           | 2015   | HGF Entertainment | Зеленият път            |
| „Smoke a Thang“ с участието на Yavi Ve                             | 2016   | HGF Entertainment | Зеленият път            |
| „Бавареца“ с участието на 100 Кила                                 | 2016   | HGF Entertainment | Зеленият път            |
| Машина & душа                                                      | 2016   | HGF Entertainment | Зеленият път            |
| Бала с участието на X                                              | 2017   | HGF Entertainment | Среднощен ездач         |
| Ако имам хилка в джоба                                             | 2017   | HGF Entertainment | Среднощен ездач         |
| От пичи поглед с участието на Hoodini & Panasonik                  | 2017   | HGF Entertainment | Среднощен ездач         |
| Няма как с участието на Yavi                                       | 2017   | HGF Entertainment | Среднощен ездач         |
| Има кой да гледа                                                   | 2017   | HGF Entertainment | Среднощен ездач         |
| Продавинчи с участието на Hoodini & EXC                            | 2018   | HGF Entertainment | Среднощен ездач         |

### Сингли като гост изпълнител
| Песен/Сингъл                                                                                  | Година | Лейбъл            | Албум             |
| --------------------------------------------------------------------------------------------- | ------ | ----------------- | ----------------- |
| „Тук-тук“ Гето Глутница                                                                       | 2001   | Stefkos Music     | Родени за хип-хоп |
| „Не си от тук“ Добри Момчета с участието на Fang & Hoodini                                    | 2007   | HGF Entertainment | Port of Burgas    |
| „Ние сме Hood'G'Fam“ Hood'G'Fam                                                               | 2008   | HGF Entertainment | Port Of Burgas    |
| „Mary Jane“ M.W.P. & X с участието на Hoodini & Fang                                          | 2010   |                   |                   |
| „Той е тук“ Mirela Maude с участието на Fang                                                  | 2013   | HGF Entertainment |                   |
| Нямаме проблеми Криминал с участието на Fang                                                  | 2014   | HGF Entertainment |                   |
| Дилема Hoodini & Tr1ckmusic с участието на Fang                                               | 2015   | HGF Entertainment | Труд и техника    |
| Мазен чук Hoodini & Криминал с участието на Fang & MG                                         | 2016   | HGF Entertainment |                   |
| Напред-назад (Tr1ckmusic Remix) Hoodini & Криминал с участието на Madmatic, 42, Fang & Dim4ou | 2016   | HGF Entertainment |                   |
| Loop4eto Hoodini с участието на Fang                                                          | 2018   | HGF Entertainment | На Аванта Vol. 3  |

### Студийни албуми
- „За к'вото и да е...“ (2004) (като част от дуета Pants-Off)
- „Зеленият път“ (2015)
- Среднощен ездач (2017)[10]

### Микстейпи
- Fang & The Gang (с DJ Pheel и DJ Padre) (2013)

## Видеография
| Видеоклип              | Лейбъл                | Премиера | Режисьор                               |
| ---------------------- | --------------------- | -------- | -------------------------------------- |
| Паля, дърпам, пуша     | HGF Entertainment     | 2008     | Христо Андонов и Константин Костадинов |
| До края на нощта       | Facing The Sun        | 2012     | Bashmotion                             |
| Искаш рап              | HGF Entartainment     | 2012     | Петко Иванов                           |
| П.П.П. (Бармане налей) | HGF Entartainment     | 2015     | Петко Иванов                           |
| Smoke a Thang          | HGF Entartainment     | 2016     | Петко Иванов                           |
| Бавареца               | HGF Ent./Jabulah Ent. | 2016     | Петко Иванов и Явор Янакиев            |
| Машина & душа          | HGF Entartainment     | 2016     | Петко Иванов                           |
| Бала                   | HGF Entartainment     | 2017     | Петко Иванов                           |
| Ако имам хилка в джоба | HGF Entartainment     | 2017     | Петко Иванов                           |
| От пичи поглед         | HGF Entartainment     | 2017     | Петко Иванов                           |
| Няма как               | HGF Entartainment     | 2017     | Иван Краев и Петко Иванов              |
| Има кой да гледа       | HGF Entartainment     | 2017     | Петко Иванов                           |
| Продавинчи             | HGF Entartainment     | 2018     | Петко Иванов                           |

## Съпорт концерти
- Kurtis Blow (Къртис Блоу) – 2007 г.
- Delinquent Habits (Делинкуент Хабитс) – 8 август 2008 г.
- Lil Jon (Лил Джон) – 31 март 2010 г.

## Награди и номинации

### Годишни български хип-хоп награди 359 Awards[11]
- Най-успешен албум за 2015 година (номинация)